# Château de Blair
Le château de Blair se trouve près du village de Blair Atholl dans le Perthshire en Écosse. Il a été construit au XIIIe siècle et a été remanié au fil des ans. Au XVIIIe siècle et à nouveau en 1872, la tour a été complètement remodelée. 
À l’origine, le château avait été construit dans un endroit sauvage et dangereux, mais également stratégique. Les résidents de Blair d'Atholl étaient les gardiens de la région des Grampians et de la route du nord vers Inverness. Depuis la fin des révoltes jacobites, le château n'a plus à défendre les couloirs de montagne.

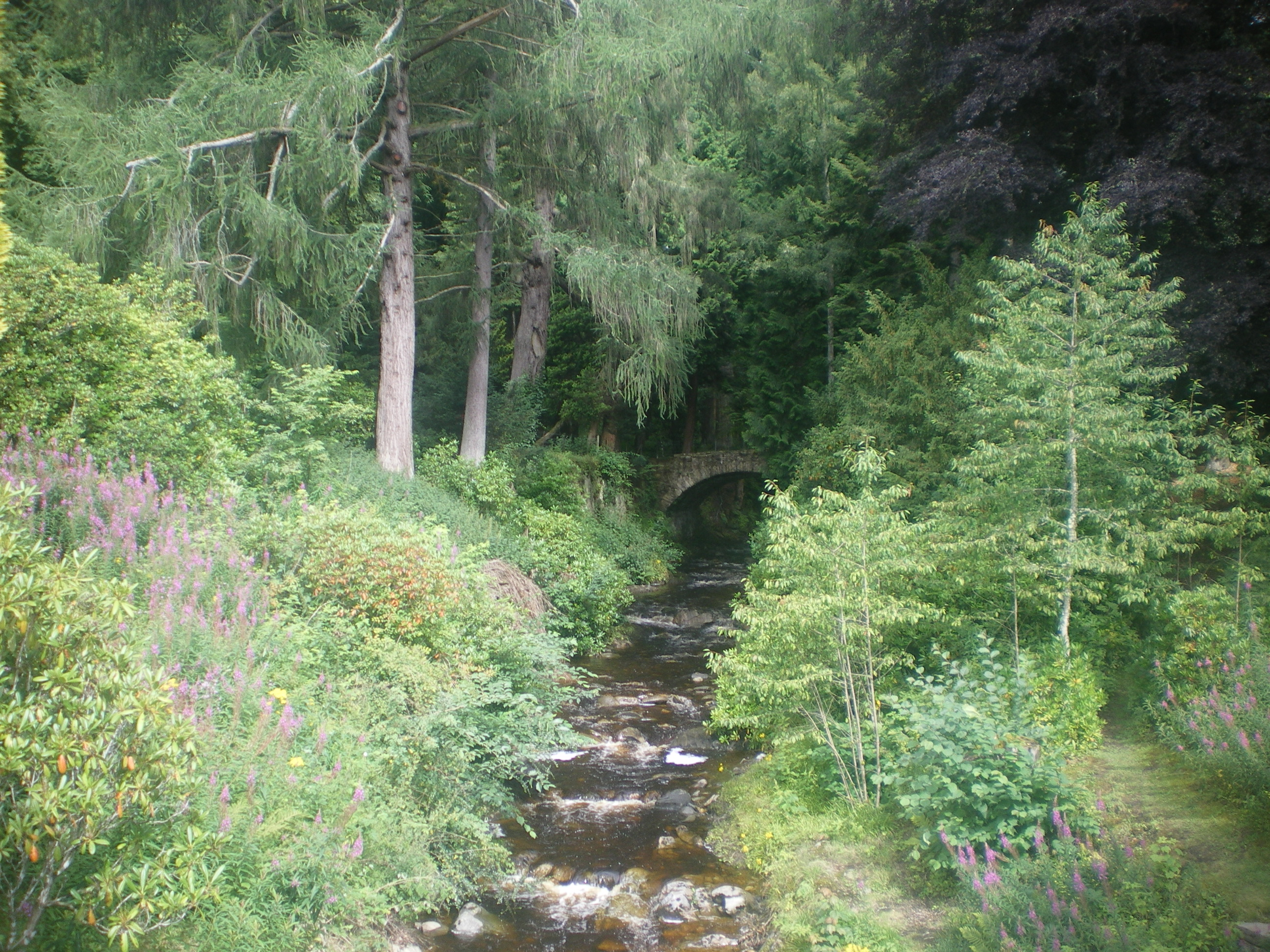
Paysage près du château.

En 1995, George Murray, 10e duc d'Atholl, confie le château à un trust, afin que le bâtiment et son contenu puissent être préservés et que les terres continuent à être bien utilisées.
C'est la résidence officielle du clan Murray, bien que l'actuel chef du clan Bruce Murray (12e duc d'Atholl) qui est né en 1960, vive en Afrique du Sud. Tous les ans, au mois de mai, le chef de clan vient séjourner au château à l'occasion du défilé des Atholl Highlanders qui est son armée privée.
L'histoire du château et celle de la famille sont intimement liées. Les portraits de famille, des arbres généalogiques, des collections d'armures et de porcelaine intéressantes, des souvenirs historiques jacobites retracent leur histoire.